# 44 Andromedae
Désignations
44 Andromedae (en abrégé 44 And) est une étoile jaune-blanc de la séquence principale de la constellation d'Andromède. 44 Andromedae est sa désignation de Flamsteed. Elle a une magnitude apparente d'environ 5,67, ce qui indique qu'il s'agit d'une étoile faible qui est juste visible à l'œil nu par une nuit sombre. Le décalage annuel de la parallaxe mesuré par le satellite Gaia est de 18,81 ± 0,04 mas, ce qui donne une estimation d'une distance de 173,4 ± 0,3 a.l. (∼ 53,2 pc) de la Terre. Elle se rapproche de la Terre avec une vitesse radiale de −14 km/s.
44 Andromedae possède un type spectral F8 V, ce qui indique qu'il s'agit d'une étoile jaune-blanc de la séquence principale. Cependant, Gray et al. (2001) lui ont donné un type spectral F9 IV, suggérant qu'il s'agirait plutôt d'une étoile sous-géante qui est en train d'évoluer hors de la séquence principale à mesure que le combustible d'hydrogène en son cœur s'épuise. Son âge est estimé à 2,6 Ga et sa période de rotation est de 15,2 j. L'étoile a 1,64 fois la masse du Soleil et 3,6 fois son rayon. Elle rayonne 13 fois la luminosité du Soleil et sa température effective est de 6 028 K. Elle apparaît trop lumineuse pour une étoile de ce type, ce qui peut indiquer la présence d'un compagnon brillant, mais aucune variation de vitesse radiale n'a été détectée.